# Maxwell (Nebraska)
Maxwell és una població dels Estats Units a l'estat de Nebraska. Segons el cens del 2000 tenia 315 habitants.

## Demografia
Segons el cens del 2000, Maxwell tenia 315 habitants, 116 habitatges, i 87 famílies. La densitat de població era de 357,7 habitants per km².
Dels 116 habitatges en un 43,1% hi vivien nens de menys de 18 anys, en un 60,3% hi vivien parelles casades, en un 8,6% dones solteres, i en un 25% no eren unitats familiars. En el 21,6% dels habitatges hi vivien persones soles el 9,5% de les quals corresponia a persones de 65 anys o més que vivien soles. El nombre mitjà de persones vivint en cada habitatge era de 2,72 i el nombre mitjà de persones que vivien en cada família era de 3,22.
Per edats la població es repartia de la següent manera: un 32,7% tenia menys de 18 anys, un 8,6% entre 18 i 24, un 28,6% entre 25 i 44, un 19% de 45 a 60 i un 11,1% 65 anys o més.
L'edat mediana era de 32 anys. Per cada 100 dones de 18 o més anys hi havia 100 homes.
La renda mediana per habitatge era de 35.625 $ i la renda mediana per família de 45.469 $. Els homes tenien una renda mediana de 39.500 $ mentre que les dones 23.750 $. La renda per capita de la població era de 13.911 $. Aproximadament el 12,9% de les famílies i el 13,1% de la població estaven per davall del llindar de pobresa.

## Poblacions més properes
El següent diagrama mostra les poblacions més properes.